# Inkakanastero
Inkakanastero (Asthenes urubambensis) är en fågel i familjen ugnfåglar inom ordningen tättingar.

## Utbredning och systematik
Inkakanastero delas in i två underarter:
- Asthenes urubambensis huallagae – förekommer i Anderna i norra Peru (La Libertad, Huánuco och Pasco)
- Asthenes urubambensis urubambensis – förekommer i Anderna från sydöstra Peru (Cusco) till norra Bolivia (La Paz och Cochabamba)

## Status
IUCN kategoriserar arten som nära hotad.